# ロールス・ロイス・チュルボメカ アドーア

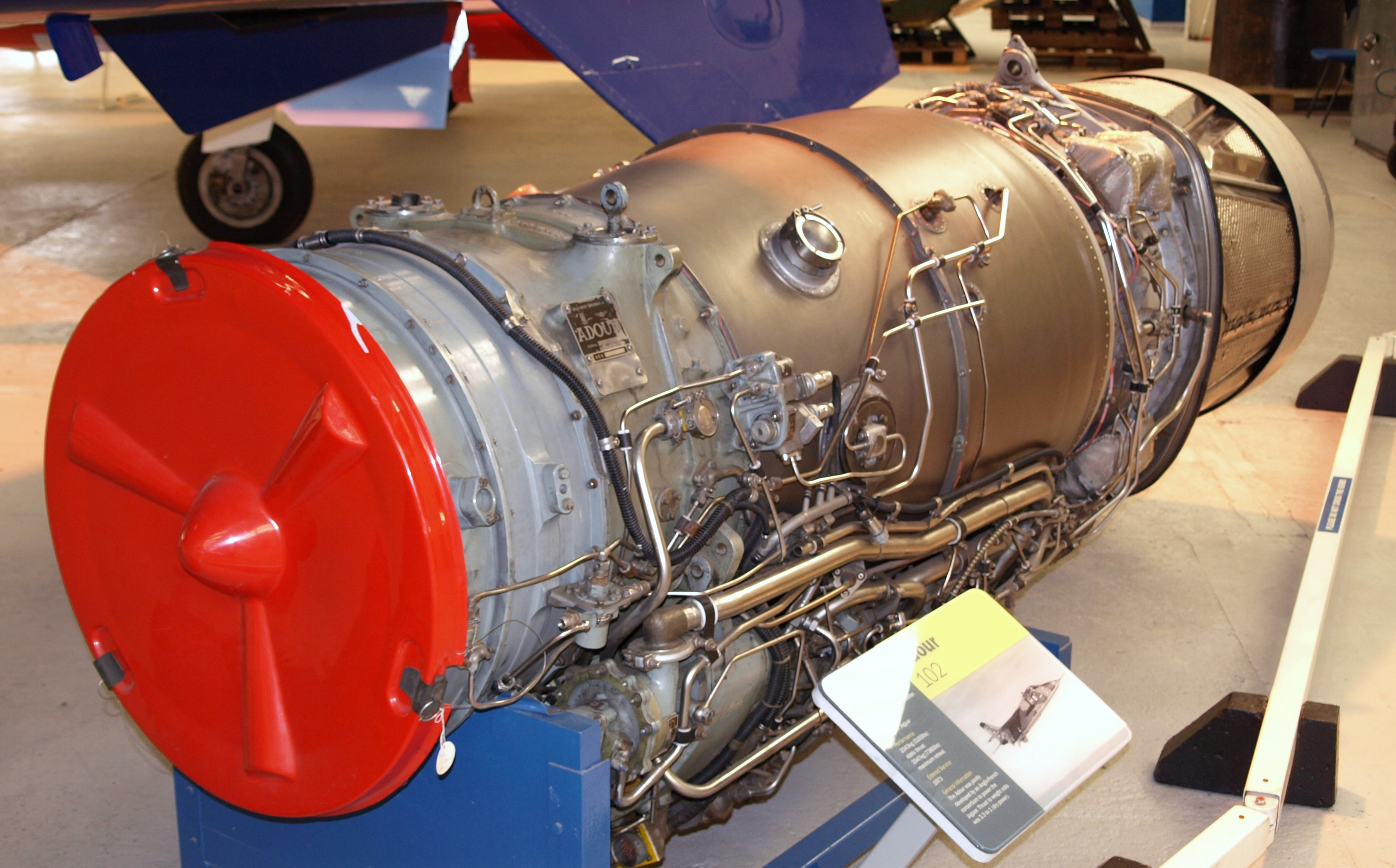
ロールス・ロイス・チュルボメカ アドーア

RT.172 アドーア（RT.172 Adour ）は、イギリスのロールス・ロイス・ホールディングスとフランスのチュルボメカの合弁会社であるロールス・ロイス・チュルボメカによって開発、生産された2軸式のターボファンエンジンである。このエンジンの名称はフランス南西部を流れるアドゥール川に由来する。

## 歴史
アドーアは当初、イギリスとフランスの共同開発によるジャギュア攻撃機用に開発されたエンジンで1968年に最初の運転に成功した。当初アフターバーナーは搭載していなかった。
2009年7月の時点で19種類に及ぶ2,800基以上のアドーアが生産され、総飛行時間は2009年12月に800万時間に達した。アメリカ合衆国ではこのエンジンをF405-RR-401（ベース型：アドーア Mk 871）として現在でもアメリカ海軍でボーイング / BAEシステムズ T-45 ゴスホーク練習機で使用しており、そのさらに改良型としてF405-RR-402（ベース型：アドーア Mk 951）が開発されている。開発当初サージングの問題があり、対策がとられた。
世界初の3軸式ターボファンエンジン、ロールス・ロイスRB.203のコアエンジンにも転用され、その基礎研究はRB.207を経てRB.211で具現化することになった。
日本では三菱 T-2/F-1に石川島播磨重工業（現・IHI）がライセンス生産した「TF40-IHI-801A」（ベース型：アドーア Mk 102、派生型：アドーア Mk 801）が採用されている。なお、IHIはこのライセンス契約を締結する以前に、FMS形式で防衛庁（当時）が輸入した先行量産型のアドーアを元に、「IHI801X」を製造している。

## 派生機種
地上試験用エンジン
10基の試作エンジンが試験のためにロールス・ロイスとチュルボメカによって製造された。
飛行試験用エンジン
ジャギュア試作機のために25基が製造された。

### アフターバーナー搭載型

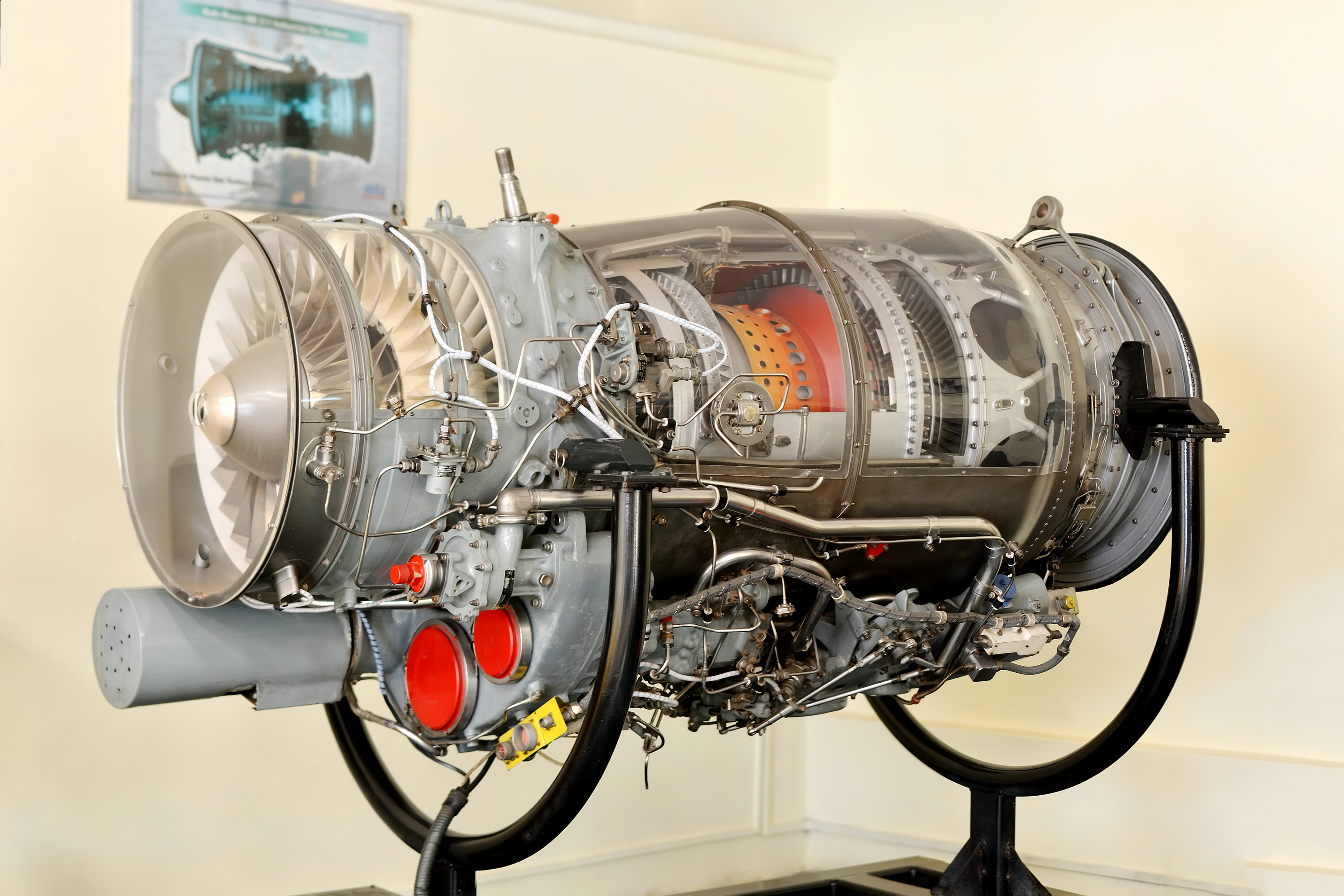
Mk811

- アドーア Mk 101

ジャギュア用に最初に生産された派生機種で40基が生産された。
- アドーア Mk 102

アフターバーナーを備えた2次生産機種。
- アドーア Mk 104
- アドーア Mk 106

Mk 871を基に開発されたジャギュアのMk 104エンジンを換装するためのエンジンでアフターバーナー部を持つ。イギリス空軍は改良型のGR3を再換装した。2007年5月、コニングスビー空軍基地を拠点とする第6飛行隊の最後の16機のジャギュアの退役に伴い、イギリス空軍でのアドーア Mk 106の運用は全て終了した。
- アドーア Mk 801

三菱F-1とT-2用。石川島播磨重工業によりTF40-IHI-801Aとしてライセンス生産された。
- アドーア Mk 804

インド空軍のジャギュア-フェイズ2用にヒンドスタン航空機でライセンス生産された。
- アドーア Mk 811

インド空軍のジャギュア-フェイズ3から6用にヒンドスタン航空機でライセンス生産された。
- アドーア Mk 821

Mk 804とMk 811エンジンの改良型でインド空軍のジャギュアの近代化改修用であり、2009年6月16日に地上試験のためにイギリス空軍のジャギュアに装備された。関連する機体変更が必要ないため搭載はスムーズに行き、インド空軍の性能目標を満たしたが、2011年にアップグレードの競争から撤退した。リヒート時の推力で9,500ポンド（42.1kN）であった。

### アフターバーナー非搭載型
- アドーア Mk 151
- アドーア Mk 151A

レッドアローズで使用される。発煙機のためにジェットパイプが改良された。
- アドーア Mk 851
- アドーア Mk 861

BAe ホーク60で使用される。
- アドーア Mk 871

BAe ホーク200で使用される。
- F405-RR-401

T-45 ゴスホーク向けのMk 871。
- アドーア Mk 951

最新型のBAe ホークとBAE タラニスとダッソー nEUROn UCAV技術実証機の動力として設計された。アドーア Mk 951はアドーアMk 106を再設計することにより性能を向上（推力6,500 lbf (29,000 N)）して寿命がMk 871の2倍になった。ファンと燃焼器、高圧、低圧タービンが新しくなり、完全デジタルエンジン制御（FADEC）が導入された事が特徴である。Mk 951は2005年に認証を取得した。
- F405-RR-402

F405-RR-401にMk 951の技術が導入した改良型。2008年に認証取得。資金問題から運用に入っていない。

## 搭載機
- アエルマッキ MB-338（計画のみ）
- SEPECAT ジャギュア
- BAe ホーク
- T-45 ゴスホーク
- ダッソー nEUROn（UCAV計画機）
- BAE タラニス（英語版）（UCAV計画機）
- 三菱 F-1
- 三菱 T-2

## 仕様（アドーア Mk 106、Mk 871のリヒート搭載版）
一般的特性
- 形式: ターボファンエンジン
- 全長: 114 インチ (2.90 m)
- 直径: 22.3 インチ (0.57 m)
- 乾燥重量: 1,784 lb (809 kg)

構成要素
- 圧縮機: 低圧2段、高圧5段
- タービン: 低圧1段、高圧1段

性能
- 推力: 27 kN (6,070 lbf) / 37.5 kN (8,430 lbf) アフターバーナー使用時
- 全圧縮比（英語版）: 10.4
- 燃料消費率: Mk811型でアフターバーナー不使用時 0.81(lb/hr/lb) & 0.75(lb/hr/lb)
- 推力重量比: 4.725:1

出典: Rolls-Royce